# Solidarne (obwód chersoński)
Solidarne (ukr. Солідарне) – wieś na Ukrainie, w obwodzie chersońskim, w rejonie kachowskim, w hromadzie Tawryczanka. W 2001 liczyła 155 mieszkańców, wśród których 138 wskazało jako ojczysty język ukraiński, 8 rosyjski, 8 mołdawski, a 1 inny.